# Saccocalyx (biljni rod)
Saccocalyx je monotipski biljni rod iz porodice medićevki smješten u tribus Saturejeae, dio potporodice Nepetoideae. Jedina vrsta je S. saturejoides iz sjeverne Afrike (Alžir i Maroko). 

## Opis
S. satureioides je aromatična biljka koja naraste do 20-100 cm. To je ljekovita biljka s mirisom majčine dušice, lokalnog naziva Yazirel-erg. Među morfološkim karakteristikama ove vrste su (Quézel & Santa 1963; Belmekki 2009): Listovi: 4-6 × 2-3 mm lancetasti ovalni, mali, duguljasti ili uski, u malim svežcima i trepavičasti na bazi. Cvjetovi: pravilna i dlakava čaška; bijeli, ružičasti ili ljubičasti vjenčić, s četiri režnja. plod: suho, podijeljeno na četiri dijela. Sjemenke: svaki plod sadrži sjemenku. Korijeni se duboko akreću, kako bi zadržali tlo i omogućili mu da podnese sušu.

## Kemijski sastav
To je alžirska endemična vrsta, koja raste u dinama pretpustinjskog područja. Ova biljka je visoka 20-100 cm. Cvjetovi mogu biti bijeli, ružičasti ili grimizni. Različite studije su izvijestile o kemijskom sastavu ulja S. satureioides dobivenih iz iste biljke, ali sakupljene na sjeveru i sjeveroistoku Alžira. Neka od ovih istraživanja pokazuju da ova vrsta pokazuje snažno antimikrobno djelovanje protiv Staphylococcus aureus, Escherichia coli i Klebsiella. Štoviše, istraživanje koje su izvijestili Mohamadi et al. otkrili su identifikaciju sedamnaest spojeva iz S. satureioides: piceol, vanilin, ferulni aldehid, 3,3′-bis (3,4-dihidro-4-hidroksi-6,8-dimetoksi-2H-1-benzopiran) , 3,3-bis (3,4-dihidro-4-hidroksi-6-metoksi-2H-1-benzopiran), dimetilkafeinska kiselina, balanofonin, 7-metil-sudahitin, kofeinska kiselina, p-kumarinska kiselina, izoskutelarein-7-O-[β-d -alopiranozil-(1 → 2)]β-d-glukopiranozid, izoskutelarein-7-O-[β-d-alopiranozil-(1 → 2)]-6″-O-acetil-β-d-lukopiranozid, izoskutelarein-7-O-[6″′-O-acetil-β- d-alopiranozil-(1 → 2)]-β-d-glukopiranozid, kvercetin, izoskutelarein-7-O-[6″′-O-acetil- β-d-allopiranozil-(1 → 2)]-6″-O-acetil–d β-glukopiranozid, apigenin-7-O-[6″ -trans-p-kumaroil]-β-d-glukopiranozid i sideritiflavon.

## Sinonimi
- Faustia saturejoides (Coss. & Durieu) Font Quer & Rothm.; Broteria, Ser. Trimestr. 9: 150 (1940)